# The X-Rated Adventure: volume I
The X-Rated Adventure: volume I is een computerspel dat werd uitgegeven door Hornysoft voor de Commodore 64. Het spel werd uitgebracht in 1985. Het is een erotische tekstadventure waarbij via het toetsenbord commando's gegeven kunnen worden. Het spel is in het Engels.